# Макальпин, Дональд
Дональд Макальпин (англ. Donald McAlpine; род. 1934, Квандиалла, Новый Южный Уэльс) — австралийский кинооператор, член австралийского кинематографического и американского общества кинооператоров.

## Биография

### Ранняя жизнь и карьера
До своей кинокарьеры в кино, Дональд Макальпин был учителем физкультуры в Парксе, Новом Южном Уэльсе. Он начал использовать 16-миллиметровую камеру чтобы снять атлетов, готовящихся к Олимпиаде в Мельбурне.
Ранняя карьера Макальпина в Австралии нашла его в сотрудничестве с другими великими австралийскими кинематографистами с 1972—1981 гг. В частности, с Брюсом Бересфордом. Макальпин снял множество ранних фильмов Бересфорда, включая фильмы «Приключения Барри Маккензи», «Барри Маккензи держит всё при себе», «Вечеринка у Дона», «Получение мудрости», «Движение денег», «Объездчик Морант» и «Клуб». Макальпин также работал с другим великим австралийским кинематографистом, Джиллиан Армстронг, в фильме «Моя бриллиантовая карьера».
После того, как три из фильмов Макальпина были выпущены в Нью-Йорке, «Моя бриллиантовая карьера», «Объездчик Морант» и «Получая мудрость», режиссёр Пол Мазурски заметил работу Макальпина и предложил ему шанс отправиться в Грецию, чтобы поработать над его фильмом «Буря». После успешных съёмок, работа в Соединённых Штатов начала искать свой путь к Макальпину.

### Работа над известными фильмами
Макальпин также снял несколько самых знаменитых и был номинирован на премию «Оскар» за его визуально ошеломляющий фильм «Мулен Руж!». Он является членом «Австралийского кинематографического общества» и «Американского общества кинооператоров». A.S.C. наградило его премией международного достижения в 2009 году.

## Фильмография
Работа Макальпина в качестве оператора включают фильмы:
- Нежные странники / Gentle Strangers (1972)
- Приключения Барри Маккензи / The Adventures of Barry McKenzie (1972)
- Барри Маккензи держит всё при себе / Barry McKenzie Holds His Own (1974)
- Вечеринка у Дона / Don’s Party (1976)
- Патрик / Patrick (1978)
- Объездчик Морант / Breaker Morant (1980)
- Хорошо в первый раз / Puberty Blues (1981)
- Буря / Tempest (1982)
- Гарри и сын / Harry & Son (1984)
- Москва на Гудзоне / Moscow on the Hudson (1984)
- Без гроша в Беверли-Хиллз / Down and Out in Beverly Hills (1986)
- Хищник / Predator (1987)
- Переезд / Moving (1988)
- Луна над Парадором / Moon over Parador (1988)
- Родители / Parenthood (1989)
- Напролом / The Hard Way (1991)
- Как сделать карьеру / Career Opportunities (1991)
- Знахарь / Medicine Man (1992)
- Игры патриотов / Patriot Games (1992)
- Человек без лица / The Man Without a Face (1993)
- Миссис Даутфайр / Mrs. Doubtfire (1993)
- Прямая и явная угроза / Clear and Present Danger (1994)
- Девять месяцев / Nine Months (1995)
- Ромео + Джульетта / Romeo + Juliet (1996)
- На грани / The Edge (1997)
- Мачеха / Stepmom (1998)
- Мулен Руж! / Moulin Rouge (2001)
- Машина времени / The Time Machine (2002)
- Управление гневом / Anger Management (2003)
- Питер Пэн / Peter Pan (2003)
- Хроники Нарнии: Лев, колдунья и волшебный шкаф / The Chronicles of Narnia: The Lion, the Witch and the Wardrobe (2006)
- Люди Икс: Начало. Росомаха / X-Men Origins: Wolverine (2009)
- Игра Эндера / Ender’s Game (2013)
- Месть от кутюр / The Dressmaker (2015)